# Leksands Knäckebröd

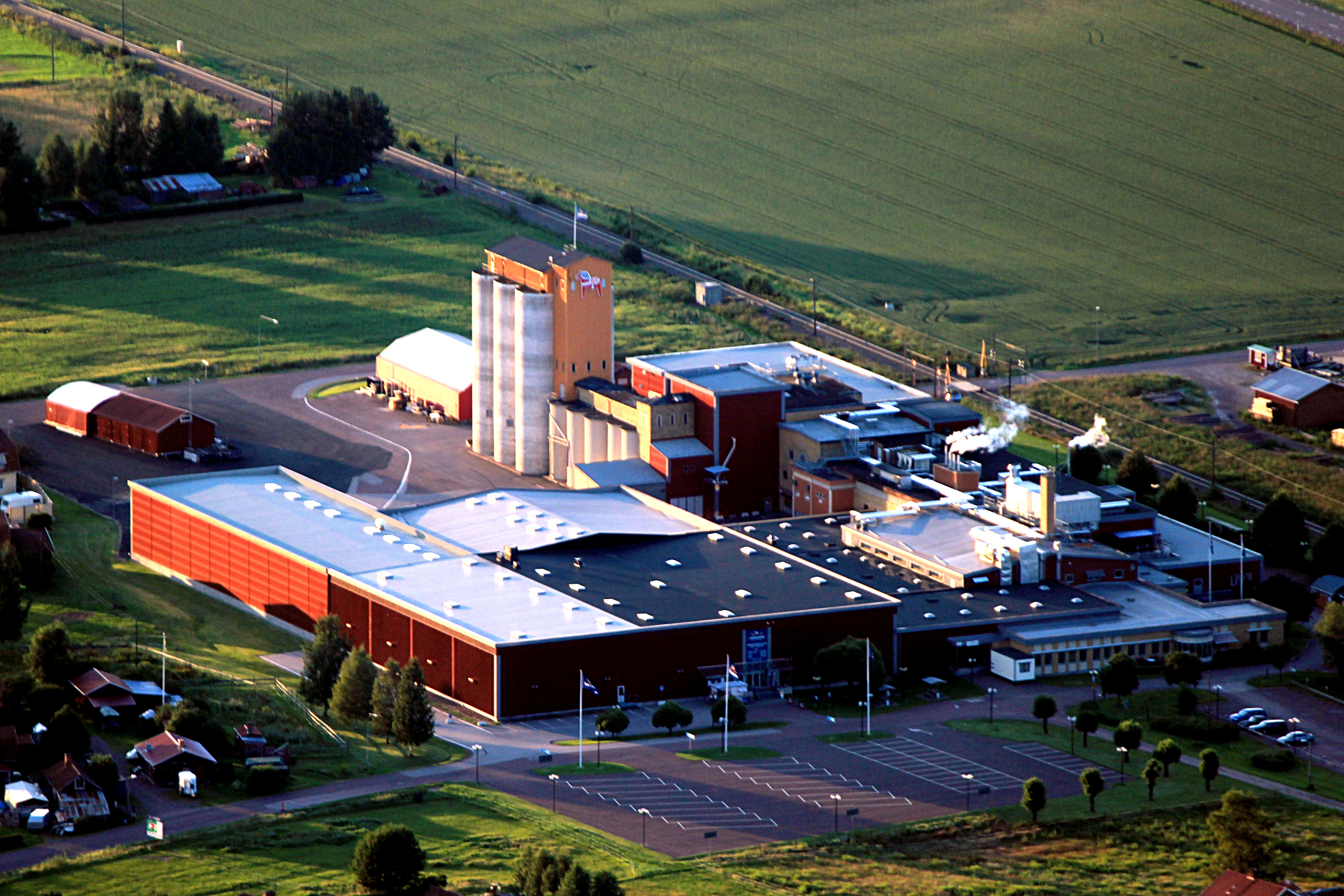
Leksands Knäckebröds bageri i Häradsbygden.

Leksands Knäckebröd är ett svenskt familjeföretag som bakar knäckebröd. Företaget grundades på 1920-talet och ligger i Häradsbygden i Leksands kommun i Dalarna. Företaget har bakat knäckebröd i sex generationer och är en av Sveriges största tillverkare av knäckebröd. Innehållet i knäckebrödet har varit detsamma. Svensk råg, vatten från egen källa, jäst och salt.
Leksands Knäckebröd bakar bland annat det traditionella runda Leksands Knäcke (finns i normal- och brungräddat, även som trekantsbröd), Fäbodknäcke, Rundrut och tunnknäcket Tre Kullor.

## Historia
Leksands Knäckebröds historia sträcker sig tillbaka till början av 1800-talet, då bagerikonsten förmedlades från mor till dotter genom flera generationer. År 1817 startade Anna och Jon-Olof Olsson ett enkelt bageri, vilket lade grunden för den verksamhet som senare skulle bli Leksands Knäckebröd.
År 1929 etablerade Anna Karlsdotter (barnbarn till ”Jakobs Karin den yngre”) och hennes make Jon Olof (”Jon-Olle”) Olsson ett spisbrödsbageri i ett ombyggt uthus med vedeldad bakugn. De fick fem barn, vilka alla började arbeta i bageriet. Efter en brand 1942 övertog sonen Martin ledarskapet och byggde upp en ny fastighet nära järnvägen. Samma år bytte bageriet namn från J.O. Olssons spisbrödsbageri till Leksands Knäckebröd.
Under 1940- och 1950-talet investerade företaget i en egen kvarn (1946) och en andra bagerilinje (1952), vilket fördubblade kapaciteten. Martin lanserade 1964 det Brungräddade brödet efter att ”misslyckade” brödkakor med extra färg visat sig vara populära bland lokala kunder. Företaget fortsatte växa och 1979 invigdes en tredje bagerilinje i samband med 50-årsjubileet.
Familjeföretaget har drivits av flera generationer. 1981 tog femte generationen i form av Martin Joons son Rune över som vd och byggde två nya bagerilinjer. I slutet av 1980-talet lanserades både trekantsbrödet (1987) och Rundrut (1989). Expansionen fortsatte under 1990-talet med bland annat linje 5 (1998) och nyheter som fyrkantigt bitbröd samt Fäbodknäcke.
Under 2000-talet har Leksands Knäckebröd fortsatt utvecklas med bland annat Mini-Rut (2000), nya hälsosamma trekantsbröd (2003) och flera ekologiska alternativ (från 2013 och framåt). År 2005 tog sjätte generationen Joon, Peter, över som vd. Samma årtionde gav även utrymme för nya smaker och satsningar, bland annat det tunna brödet Tre Kullor (2013) och ett helt svenskt ekologiskt knäckebröd (2017).

## Knäckepizza
Knäckepizzan, ett modernt sätt att använda Leksands Knäckebröd som botten, introducerades 2013 och blev snabbt populär.

## Produktbilder

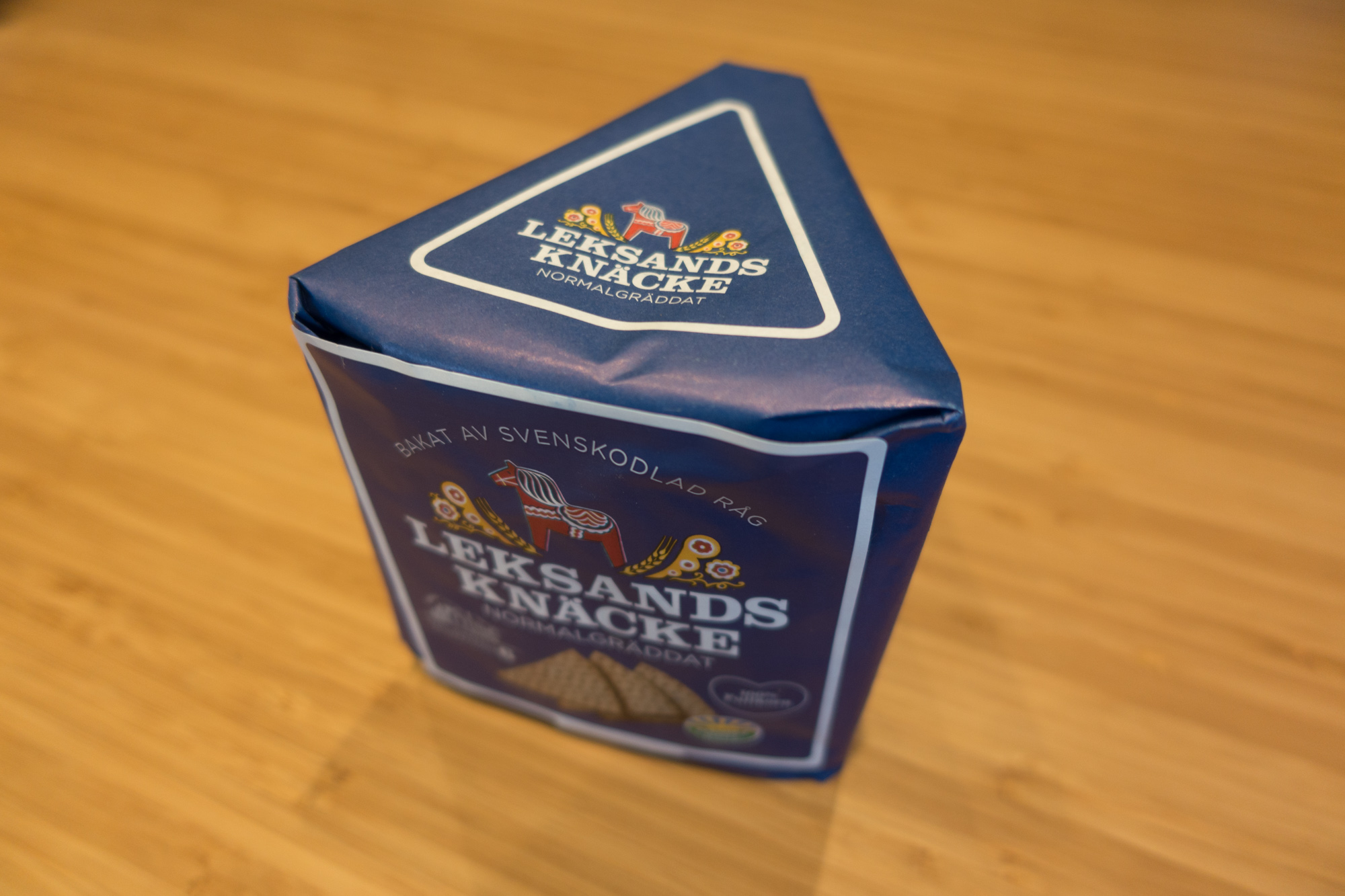
Leksands Knäcke (normalgräddat) i sin förpackning.
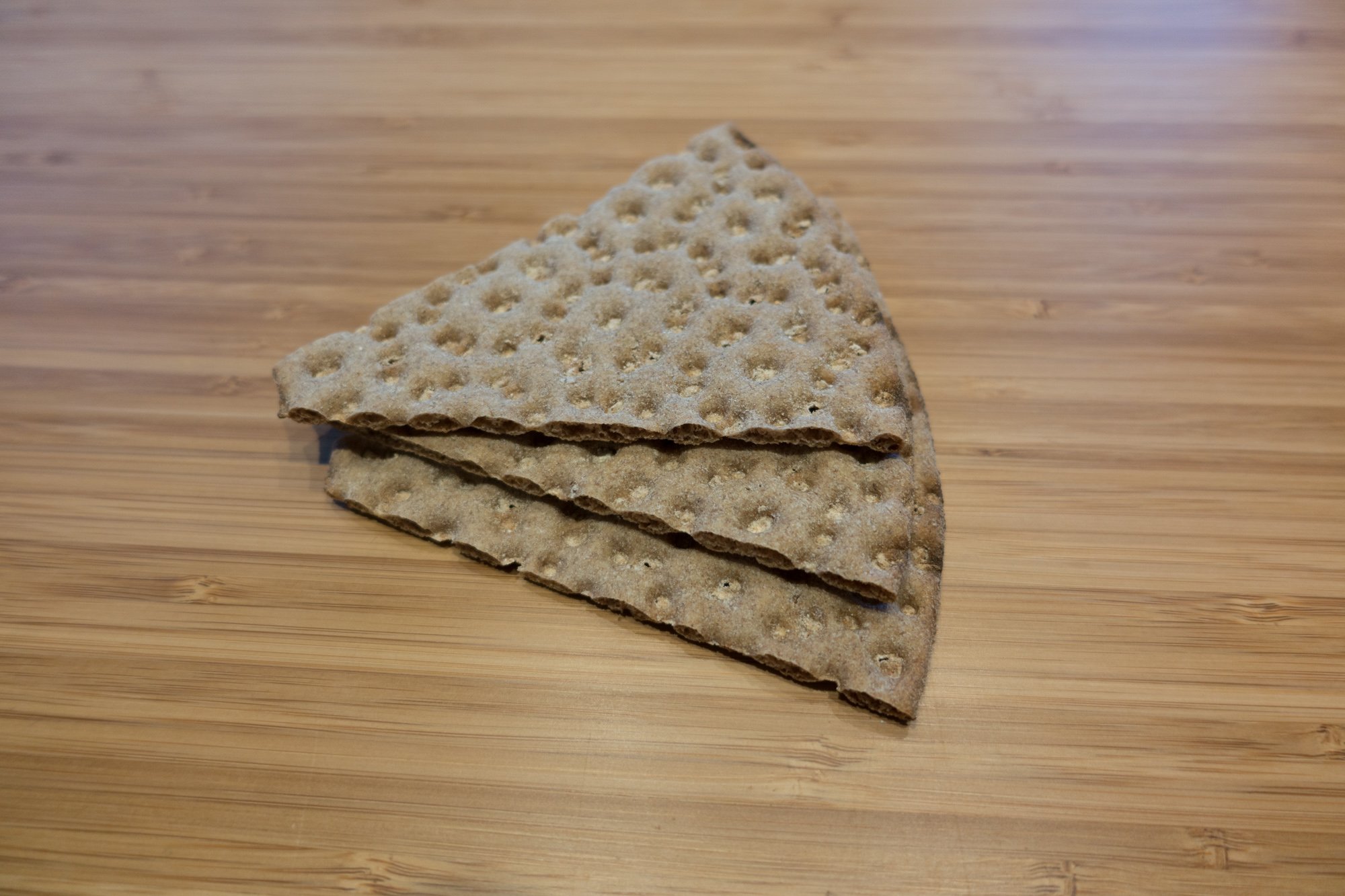
Leksands Knäcke.